# Kasimir Lawrynowicz

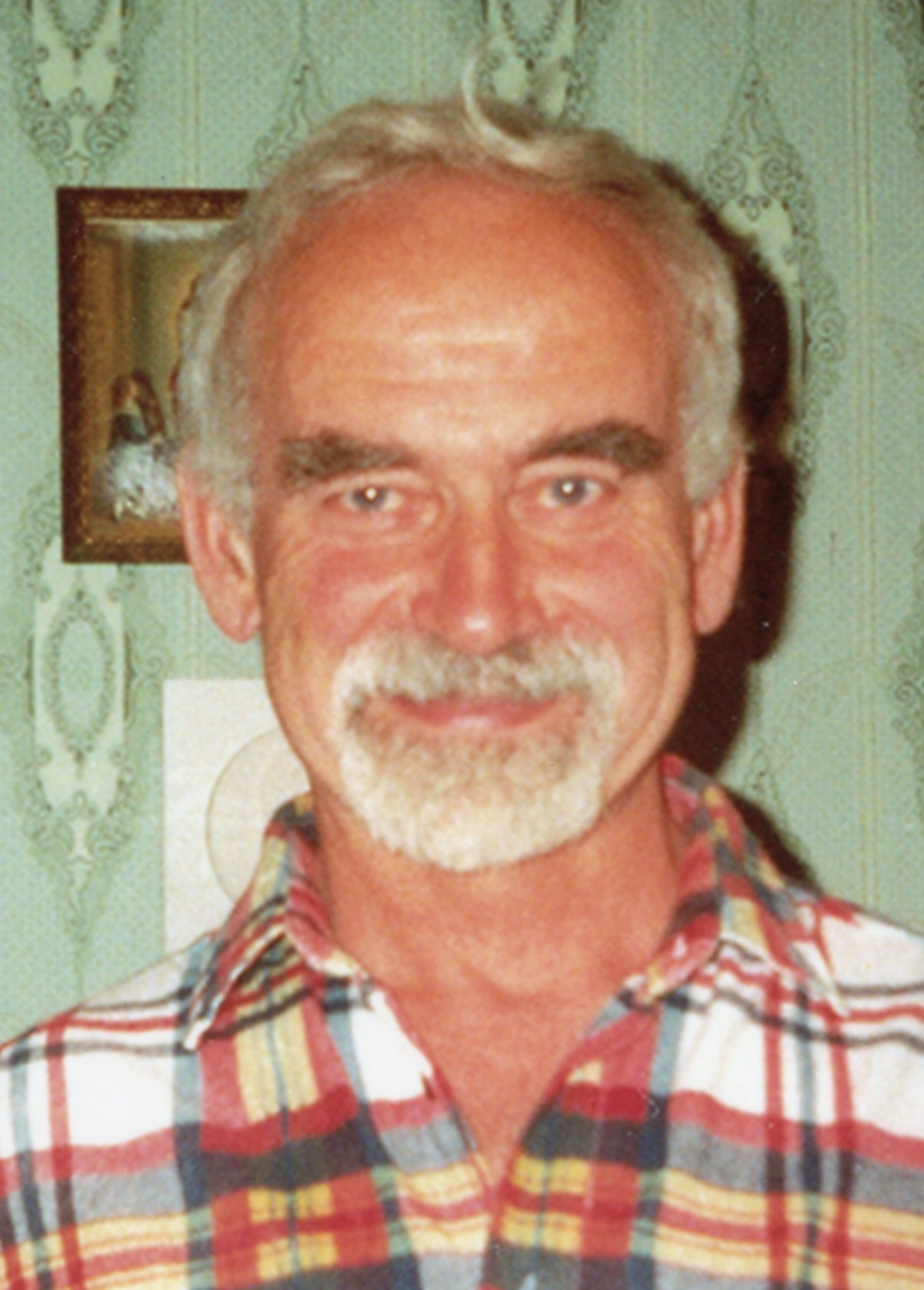
Kasimir Lawrynowicz in Kaliningrad (1997)

Kasimir Lawrynowicz (* 21. März 1941 in Hoduciszki (lit. Adutiškis), Litauen; † 21. Februar 2002 in Kaliningrad) war ein polnisch-russischer Mathematiker, Astronom und Wissenschaftshistoriker in Kaliningrad und Olsztyn.

## Leben
Den Namen Ławrynowicz tragen viele Polen aus Litauen und Belarus. Noch heute sind 75 % der Einwohner von Hoduciszki  Polen. Die mütterlichen und väterlichen Vorfahren von Kasimir waren seit 200 Jahren im südöstlichen Grenzgebiet Litauens ansässig. Sein Vater Kleofas Ławrynowicz war Lehrer für polnische Sprache und Geschichte am Gymnasium von Hoduciszki. 
Seinem letzten Sohn gab er die Vornamen Kazimierz Bolesław zum Gedenken an Kasimir III. und Bolesław I. Kleofas wurde am 20. Mai 1942 von seinen ehemaligen litauischen Schülern ermordet. Freiwillig halfen sie der litauischen Polizei, die 412 Polen erschoss. Nachdem ein Wehrmachtsoffizier und ein deutscher Beamter von sowjetischen Partisanen umgebracht worden waren, hatte die Wehrmacht als Vergeltung den Tod von zweimal 200 Polen verlangt – obwohl die Polen mit den Partisanen nichts zu tun hatten. Den Litauern – die von 1941 bis 1944 mit den Deutschen gegen die Polen und die Russen kämpften – kam das entgegen. Mit ihren 6 Kindern zog die Mutter Weronika 1949 nach Snamensk (Kaliningrad), das ehemalige Wehlau. In der dortigen Mittelschule sprach Lawrynowicz Russisch, während zu Hause Polnisch gesprochen wurde. 
Von 1959 bis 1964 studierte Lawrynowicz Mathematik und Astronomie an der  Staatlichen Schdanow-Universität Leningrad. Dort erwarb er den ersten Doktorgrad (Kandidat nauk) mit einer Dissertation über die Bewegung einer speziellen Art von Satelliten. Seine zweite Dissertation (1972, ebenfalls in Leningrad) weist auf seine späteren historischen Forschungen hin: „Die Bessel'sche Reform der praktischen Astronomie und die Grundlagen der Astronomischen Schule Pulkowo“. Die Arbeit zeigt die Schlüsselfunktion von Friedrich Wilhelm Bessels Forschungen an der Sternwarte Königsberg.
1964 kam Lawrynowicz nach Kaliningrad. An der Kaliningrader Staatlichen Universität war er bis 1969 wissenschaftlicher Assistent der Fakultät für Himmelsmechanik, dann der Mathematischen Fakultät. Hier lehrte er weiter an der Mathematischen Fakultät, um sich schließlich 1991 in den mathematisch-physikalischen Wissenschaften zu habilitieren. 
Er forschte dabei nicht nur nach deutscher und russischer Literatur, sondern suchte auch die überwiegend zerstörten Stätten der Königsberger Wissenschaft auf: die Sternwarte, Reste der Universität und die Gräber der Gelehrten. 1989 veröffentlichte er beim Verlag der  Russischen Akademie der Wissenschaften ein Buch über Friedrich Wilhelm Bessel. Sechs Jahre später wurde die deutsche Fassung gedruckt. Ebenfalls 1995 erschien seine in  russischer Sprache geschriebene Geschichte der Albertus-Universität Königsberg. Für den Göttinger Arbeitskreis besorgte Dietrich Rauschning 1999 die deutsche Ausgabe. Das Buch beleuchtet den Einfluss der Albertina auf die „benachbarten“ Universitäten in Berlin, Danzig, Warschau, Prag, Dorpat bis Pulkowo, Leningrad und Moskau. 
Im Zerfall der Sowjetunion organisierte Kasimir Lawrynowicz die polnische Minderheit in der Oblast Kaliningrad. Bei der Angst der russischen Führung vor den polnischen Freiheitsgedanken war das früher streng verboten. Lawrynowicz war der erste Vorsitzende dieser Minderheit und Redakteur der polnischen Monatsschrift Głos znad Pregoły (Die Stimme vom Pregel). Derzeitige Redakteurin ist Kasimirs Tochter Maria Ławrynowicz-Szczepaniak. Von 1995 bis zu seinem Tod arbeitete Lawrynowicz als Professor der Mathematik in Olsztyn an der Pädagogischen Hochschule, die seit 1999 zur Universität Ermland-Masuren gehört. In Olsztyn engagierte er sich sehr in der Stiftung Borussia. Noch keine 61 Jahre alt, erlag er einer akuten Lungenerkrankung.

„In seiner Lehre und mit seiner Forschung machte er junge russische Wissenschaftler und Studenten mit einem wichtigen Teil der Königsberger Wissenschaftsgeschichte vertraut, deren Erbe er als Auftrag für die Kaliningrader Universität interpretierte. Denn wo Menschen wie Kazimir Lawrynowicz sich engagiert und vorurteilsfrei mit der Geschichte beschäftigen, wachsen Verbundenheit und Freundschaft als Voraussetzung für ein friedliches Zusammenleben von Königsbergern und Kaliningradern.“

## Ehrungen
- Bürgermedaille der Stadtgemeinschaft Königsberg (1996)

## Werke
- Friedrich Wilhelm Bessel. Birkhäuser, Basel 1995. GoogleBooks
- Albertina. Zur Geschichte der Albertus-Universität zu Königsberg in Preußen. Duncker & Humblot 1999.
- Kataloge der Königsberger Bibliotheken aus der Zeit des Siebenjährigen Krieges, in: Axel E. Walter (Hg.): Königsberger Buch- und Bibliotheksgeschichte (2004), S. 325–351. ISBN 978-3412085025.

## Russische Weblinks
- Erinnerungen einer Studentin
- КАЗИМИР ЛАВРИНОВИЧ (Stadtverwaltung Kaliningrad)